# Černe
Černe je 68. najpogostejši priimek v Sloveniji, ki ga je po podatkih Statističnega urada Republike Slovenije na dan 31. decembra 2007 uporabljalo 1.554 oseb.

## Znani nosilci priimka
- Andrej Černe (*1950), geograf, univ. profesor
- Anton Černe (1813—1891), kmet, politik in publicist
- Anton Černe (1879—1967), surdopedagog
- Anton Černe - Zvone, patizanski poveljnik
- Boštjan Černe (*1964), orglar (restarvator orgel)
- Damjan Černe, arhitekt
- Damjana Černe (*1958), igralka
- Danijel Černe - Mystica (*1966), glasbenik, kitarist, skladatelj ...
- Darko Černe (*1962), farmacevt, klinični biokemik, univ. prof.
- Dušan Černe (1916—1975), narodnopolitični delavec, protifašist in zamejski časnikar
- Eva Černe Avbelj (*1989), pevka zabavne glasbe in oprerni sopran
- Franc Černe, več oseb
- France Černe (1923—2012), ekonomist, univerzitetni profesor, publicist
- Igor Černe (*1985), veslač
- Ikara Černe, kiparka
- Ines Černe (*1962), rokometašica
- Ivanka Černe (r. Mirović) (1929—2021), veterinarka
- Iztok Černe, glasbenik, "režiser zvoka"
- Jakob Černe (1883—1948), slovenski duhovnik v ZDA
- Janez Černe (*1982), gospodarstvenik, politik, režiser
- Jernej Černe (1857—1906), čebelar
- Katarina Černe, dramaturginja, dramatičarka
- Krištof Černe (1746—1793), misijonar in popotnik po Egiptu
- Mara Černe, igralka, prevajalka
- Marija Serafina Černe (1908—1977), šolska sestra, misijonarka v Paragvaju in Argentini
- Marijan Černe (1921—?), kipar in slikar samouk, literat (Trst)
- Marko Černe, kajakaš
- Matej Černe (*1987), ekonomist, izr. prof.
- Mihaela Černe (1939—2009), agronomka, strok. za gojenje vrtnin, žlahtniteljica
- Mina Černe, zgodovinarka?
- Miran Černe (*1963), matematik, univ. prof.
- Peter Černe (1931—2012), kipar; v mladosti atlet (tekač)
- Petra Černe Oven, grafična oblikovalka, tipografka, prof. ALUO
- Primož Černe, jadralec
- Rok Černe, gozdar, stromkovnjak za prostoživeče živali
- Simona Korenjak-Černe (*1964), statističarka
- Slavko Černe, atletski trener
- Stanislav Černe (1907—1982), tigrovec, borec NOB, politični delavec
- Tanita Kaja Černe, umetnostna kotalkatrica
- Tea Černe, zgodovinarka, muzealka
- Teja Černe (*1984), jadralka
- Toja Černe Ellison (*1993), lokostrelka
- Urška P. Černe (*1971), piosateljica in prevajalka, literarna organizatorka
- Valentin Černe (1731—1798), čebelar, rejec konj in sadjar
- Vid Černe (1926—2019), kulturni, turistični in športni (smučarski) delavec, domoznanec, publicist (Kranjska gora)
- Vidojka Černe (*1946), industrijska oblikovalka
- Vladimir Černe (1904—1961), gospodarski matematik, pedagog
- Vladimir Černe (1935—2013), župan Radovljice
- Vlado Černe, fagotist
- Zvone Černe (1927—2007), tekstilec, gospodarstvenik